# Elecciones presidenciales de Gabón de 2009
Las elecciones presidenciales se llevaron a cabo en Gabón el 30 de agosto de 2009. Fueron realizadas después de la muerte de Omar Bongo, que había ejercido la presidencia durante cuarenta y un años. Si bien la constitución gabonesa dictaba que la presidenta interina, Rose Francine Rogombé, debía llamar a elecciones entre treinta y cuarenta y cinco días desde la ausencia del Presidente, la Corte Constitucional aceptó una solicitud del gobierno de retrasarlas debido a las circunstancias.
Un total de veintitrés candidatos participaron en las elecciones, aunque seis de ellos se retiraron inmediatamente antes de la votación, reduciendo el número a diecisiete. A pesar del amplio número de candidatos, solo tres de ellos eran considerados como posibles ganadores: Ali Bongo, el hijo del presidente fallecido, fue elegido por el Partido Democrático Gabonés para suceder a su padre como candidato; Pierre Mamboundou, líder del partido "Unión del Pueblo Gabonés", que recibió además el apoyo de varios partidos opositores; y André Mba Obame, que renunció a su membresía en el PDG y se presentó como candidato independiente, recibiendo también el apoyo de otros partidos.
De acuerdo con los resultados anunciados el 3 de septiembre de 2009, Bongo ganó las elecciones con el 41.73% de los votos, mientras que tanto Obame como Mamboundou recibieron poco más del 25%. La oposición reaccionó violentamente ante este resultado.

## Antecedentes

### Retraso porfuerza mayor
A raíz de la muerte de Omar Bongo, el 8 de junio de 2009, los informes sugirieron que, debido a la necesidad de actualizar la lista de votantes, las elecciones no podrían realizarse en los primeros cuarenta y cinco días, como dictaba la Constitución. La Presidenta interina, Rogombé, dijo el 20 de junio que los preparativos para las elecciones implicarían una "consulta amplia a las fuerzas vivas de la nación" y que sus decisiones se tomarían "bajo el triple sello de la constitución, las consultas y el consenso". En una entrevista el 22 de junio, el Primer ministro Jean Eyeghe Ndong confirmó las especulaciones, cuando declaró que creería que las elecciones se realizarían "en algo más de tiempo que cuarenta y cinco días". La Constitución gabonesa recalca que es posible retrasar las elecciones si hay motivos de fuerza mayor. Eyeghe Ndong también afirmó que consideraría presentarse como candidato si sentía que contaba con el suficiente apoyo. La agencia de noticias Agence France-Presse informó que las elecciones podrían llevarse a cabo en septiembre de 2009, en el último trimestre de dicho año, o a más tardar en 2010.
Rogombé mantuvo conversaciones al respecto con los líderes de la coalición de la Mayoría Presidencial el 24 de junio. Uno de los principales líderes de la oposición, Zacharie Myboto de la Unión Gabonesa por la Democracia y el Desarrollo, (UGDD) dijo que él pensaba que era "materialmente imposible" celebrar las elecciones en el plazo de cuarenta y cinco días, y sugirió que se realizarían en los próximos seis meses. El 23 de junio, Pierre Mamboundou, otro destacado líder opositor, denunció que se estaba por ejecutar un golpe de Estado. El Ministerio de Defensa negó la existencia del intento de golpe, y algunos sospecharon que Mamboundou hizo la denuncia con la esperanza de alentar a un retraso en las elecciones.
El 6 de julio, el gobierno solicitó formalmente a la Corte Constitucional el retraso de las elecciones presidenciales, sin especificar ningún plazo. El Tribunal reconoció la fuerza mayor pero dictaminó que aún debían realizarse, a más tardar, antes del 6 de septiembre. Myboto declaró que no consideraba el plazo dado como el suficiente para organizar una campaña, pero de todas formas llamó a sus partidarios a registrarse para votar.
Finalmente, el 15 de julio, la Comisión Electoral Nacional Autónoma y Permanente (CENAP), propuso al gobierno que la fecha fuera el 30 de agosto. Los candidatos podrían presentar sus candidaturas entre el 17 y 22 de julio, y la campaña comenzaría formalmente el 14 de agosto. Al día siguiente, el gobierno aceptó oficialmente aquellas fechas.

### Controversia por los ministerios de Bongo y Moussavou
El 17 de julio, Eyeghe Ndong presentó su dimisión, tras haber perdido las primarias dentro del Partido Democrático Gabonés contra Ali-Ben Bongo Ondimba, hijo de Omar, y haber tomado la decisión de presentarse como candidato independiente, quejándose de que el pueblo estaba cansado del "Sistema Bongo". Rogombé nombró Primer ministro a Paul Biyoghe Mba, anteriormente Ministro de Agricultura, ese mismo día.
La composición del gobierno de Biyoghe Mba se anunció en la tarde del 22 de julio. Compuesto por 44 miembros, ligeramente más pequeño que el anterior gobierno bajo Eyeghe Ndong. Seis ministros fueron despedidos, entre ellos dos líderes del partido (Mba Abessole y Pierre-André Kombila) y tres candidatos presidenciales (Mba Abessole, Oye Mba, y Mba Obame). Kombila había decidido apoyar la candidatura de Pierre Mamboundou. Dos candidatos presidenciales, Ali-Ben Bongo y Pierre Claver Maganga Moussavou, se mantuvieron en sus puestos.
Laure Olga Gondjout, Ministra de Comunicación, defendió la inclusión de dos candidatos presidenciales en el gobierno, diciendo que no había ninguna ley en contra de ella. Dijo que Maganga Moussavou había sido retenido en el gobierno como ministro de Educación Técnica porque era importante para él continuar su trabajo en el sector de la educación, mientras que los exámenes de los estudiantes se llevaban a cabo. Mba Abessole criticó la inclusión de los dos candidatos y pidió que se fueran del gobierno. La UGDD expresó un sentimiento similar, declarando el 24 de julio que la inclusión de los dos candidatos ponía en tela de juicio la imparcialidad que debía tener el gobierno ante el proceso electoral. Otros líderes opositores exigieron al gobierno despedir a los candidatos y reorganizar el gabinete antes de las elecciones.
El 27 de julio, ocho candidatos: Jules-Aristide Bourdes-Ogouliguende (del Congreso para la Democracia y la Justicia), Mamboundou, Mba Abessole, Luc Bengono Nsil (del Movimiento por la Rectificación Nacional), Eyeghe Ndong, Mba Obame, Oye Mba, y Anna Claudine Ayo Assayi, exigieron juntos la renuncia de Moussavou y Bongo a sus ministerios, con especial preocupación por Bongo, tanto por ser el hijo del anterior presidente como por su posición, ya que, en calidad de Ministro de Defensa, se sospechaba que podría ejercer su influencia para falsear los resultados electorales. El Secretario General del Partido Democrático Gabonés, Boukoubi, defendió la postura del gobierno repitiendo lo dicho por Gondjout, que el reclamo opositor de exigir las renuncias de Moussavou y Bongo no estaba contemplado en ninguna "premisa legal".
Tras la disputa, Moussavou prometió que dimitiría voluntariamente el 14 de agosto, al comienzo de la campaña, y sugirió a Bongo hacer lo mismo. La preocupación del ministro era que, de negarse Bongo a dejar su puesto, la idea de la oposición de que pensaba utilizar el Ministerio de Defensa para manipular la elección se vería más creíble. Las Fuerzas Patrióticas Unidas (FPU), un grupo de oposición, anunció el 29 de julio que apoyaba la candidatura de Oye-Mba. Se le describió como "un hombre integró, de la paz, y experiencia" y "el verdadero candidato de consenso".
En su Cuarto Congreso Extraordinario, ADERE se negó a apoyar a ningún candidato, con su presidente Divungi Di Ndinge pidiendo a los activistas del partido a votar según su conciencia en la conclusión del congreso el 2 de agosto. Ese mismo día, Eyeghe Ndong retiró su candidatura, y negó los rumores de que lo hiciera por ser "un mal perdedor", afirmando que lo hizo por "escuchar a su conciencia".
Cuatro días después, el 6 de agosto, Moussavou adelantó su renuncia al gobierno. La de Bongo no se produjo, y el 7 de agosto una protesta multitudinaria, con más de 10 000 personas, comenzó a reclamar la renuncia del Ministro de Defensa, arrojando piedras a la policía, que respondió con gas lacrimógeno. Varios candidatos presidenciales estaban presentes en dicha manifestación.
Varios candidatos se reunieron con la presidenta interina Rogombé en Libreville el 12 de agosto para tratar temas relacionados con el proceso electoral; El primer ministro Biyoghe Mba también estuvo presente en la reunión. En la reunión, los candidatos se quejaron de problemas en el proceso electoral, incluyendo la posibilidad de que las listas electorales no fueran fiables. 11 candidatos anunciaron después de la reunión que querían que las elecciones se retrasaran y tomarían el asunto a los tribunales; de acuerdo a uno de los candidatos, Bourdes-Ogouliguende "en el contexto actual, las irregularidades y disparidades son demasiado flagrantes". Biyoghe Mba dijo que un retraso no era necesario y que las listas electorales estaban siendo analizadas adecuadamente; de acuerdo con Biyoghe Mba, 120.000 nombres duplicados se habían detectado en las listas electorales para ese punto. Ese mismo día, Biyoghe Mba reiteró que Bongo no tenía que renunciar a su ministerio para participar en la elección.
El 14 de agosto, el exministro Jean Rémy Pendy Bouyiki, que fue miembro del Buró Político del PDG, anunció que abandonaba el PDG y creaba su propio partido, el Partido de Acción Democrática y Libertad. El nuevo partido se llevó parte de la Mayoría Presidencial, y Pendy Bouyiki supuestamente planeaba utilizar esto para defender la candidatura de Bongo de la oposición.

## Candidaturas
El plazo de la presentación de solicitudes de los candidatos terminó el 22 de julio. En ese momento, según los informes de la CENAP, habían recibido treinta solicitudes, siendo el número más alto de personas que habían anunciado públicamente su candidatura en la historia del país. El período de la inscripción de los votantes estuvo destinado a finalizar al día siguiente, pero la oposición consiguió una prórroga de una semana para facilitar la plena escolarización de todos los que querían votar. El 23 de julio la CENAP dio a conocer los nombres de los dieciocho candidatos que podían participar. El 28 de julio, dos días antes de la votación, Ayo Assayi, Eyeghe Ndong, Duboze Lasseni, Mba Abessole, y Mehdi Teale retiraron sus candidaturas animando a sus partidarios a votar por André Mba Obame. El día de las elecciones, Casimir Oyé-Mba también se retiró, dejando a diecisiete candidatos para disputar la elección.

### Partido Democrático Gabonés
Daniel Ona Ondo, el primer vicepresidente de la Asamblea Nacional, dijo en Radio Francia Internacional el 25 de junio que tenía la intención de buscar la nominación del PDG como su candidato presidencial. Él fue la primera persona en confirmar que tenía la intención de buscar la nominación del partido en el poder, aunque Eyeghe Ndong y Casimir Oyé-Mba habían señalado previamente que podrían hacerlo. Eyeghe Ndong ya había expresado su preocupación de que la muerte de Bongo podría conducir a un debilitamiento de la unidad del partido si los miembros del PDG anunciaban sus candidaturas sin consultas internas dentro del mismo. El Director Regional de Salud, en el norte, Sany Megwazeb, también manifestó desde el principio que iba a buscar la nominación del PDG.
La fecha límite para presentar las solicitudes de nominación del PDG era la medianoche del 4 de julio. El PDG posteriormente anunció que diez personas habían solicitado la nominación presidencial del partido. Los cuatro candidatos principales para la nominación eran el hijo de Bongo, Ali-Ben Bongo Ondimba, que fue Ministro de Defensa y vicepresidente del PDG, el Primer ministro Eyeghe Ndong, que también era vicepresidente del PDG, Casimir Oye-Mba, que fue Ministro de Estado de Minas y Petróleo y miembro del Buró político del PDG, y Daniel Ona Ondo, quien fue primer vicepresidente de la Asamblea Nacional. Los otros candidatos a la nominación eran el exministro Christiane Bitougah, el ginecólogo Stéphane Iloko Boussiégui, el periodista Thiery Kombila d'Argendieu, el asambleísta Santurel Mandoungou, el banquero Christian Raphael Gondjout, y el director Regional de Salud Sany Megwazeb.
Nueve de los diez candidatos para la nominación del PDG Estuvieron presentes en las audiencias ante el Comité Permanente del Buró Político del PDG el 6 de julio; Christian Raphael Gondjout estaba ausente. El Secretario General Faustin Boukoubi anunció el 7 de julio que el candidato elegido por el partido no se daría a conocer el 8 de julio como estaba previsto con anterioridad. Esto se debió a la ausencia de Gondjout, así como el hecho de que el período de luto de treinta días por la muerte de Omar Bongo terminaba en esa fecha.
El Secretario General Adjunto Angel Ondo anunció el 16 de julio que la dirección del partido había elegido a Ali-Ben Bongo por consenso como el candidato del PDG, aunque esta decisión aún tenía que ser confirmada formalmente en un congreso del partido.
Finalmente, Bongo fue designado oficialmente como el candidato del PDG en un congreso extraordinario del partido el 19 de julio. Destacando la importancia de la unidad nacional, se comprometió a luchar contra la corrupción y "redistribuir los beneficios del crecimiento económico". El Secretario General Boukoubi describió a Bongo como el "candidato más dinámico, es el más adecuado para realizar los cambios necesarios".

### Otros partidos
La Agrupación por Gabón (RPG), que formaba parte de la coalición de la Mayoría Presidencial, (y anteriormente había sido un partido opositor), celebró su 11º Congreso Extraordinario en Libreville el 12 de julio de 2009, y por unanimidad eligieron a su Presidente, Paul Mba Abessole, como su candidato. Él fue respaldado de inmediato por otros tres partidos: el Movimiento de Rectificación Nacional (MORENA) y la Concentración Nacional de Leñadores (RNB), que forman parte de la Mayoría Presidencial, así como el Partido de la Igualdad de Oportunidades (PEC), un partido de la oposición. El RPG no tenía intención de dejar la Mayoría Presidencial, sino también que Mba Abessole no se retirará a favor del candidato del PDG antes de las elecciones. El 12 de julio, otro partido de la Mayoría Presidencial, el Partido Socialdemócrata (PSD), presentó al Ministro de Educación Técnica Pierre-Claver Maganga Moussavou, como su candidato para las elecciones.
El 19 de julio, el líder opositor Pierre Mamboundou, que había sido la segunda fuerza después de Omar Bongo en las últimas dos elecciones, se presentó como candidato de la coalición Alianza por el Cambio y la Restauración. Aparte de su propio partido, la Unión del Pueblo Gabonés, esta coalición incluyó a la Alianza Nacional de Constructores (ANB), la Unión para la Nueva República (UPRN), la Unión Nacional de Leñadores (RNB), y el Partido Socialista de Gabón (PSG).
El líder de la UGDD, Myboto, anunció que su candidatura sería para convertirse en un "presidente de transición", y se comprometió a cumplir un solo mandato constitucional de ser elegido. Didjob Divungi Di Ndinge, vicepresidente del país y Presidente de la Alianza Democrática y Republicana (ADERE), dijo el 21 de julio que su partido no presentaría un candidato.

### Candidaturas independientes
El exsenador del PDG Victoire Lasseni Duboze anunció el 7 de julio que iba a presentarse como candidato independiente.
Al no haber podido ganar la nominación del PDG, Eyeghe Ndong anunció el 17 de julio su dimisión como Primer ministro y su intención de presentarse como independiente. Eyeghe Ndong dijo que tomó la decisión porque no había habido realmente un consenso a favor de Bongo, y que por lo tanto no se respetó el procedimiento adecuado.
El 17 de julio, André Mba Obame, el ministro de Coordinación de Gobierno, anunció en Barcelona, que iba a ser candidato presidencial. De acuerdo con Mba Obame, estaba listo para ser presidente "después de veinticinco años de aprendizaje y trabajando estrechamente junto al difunto presidente Omar Bongo".
Casimir Oyé-Mba, que había fracasado en su intento de ganar la nominación, anunció el 21 de julio que iba a presentarse como candidato independiente. Puso en duda las circunstancias de la selección de Bongo y dijo que quería ser "el verdadero candidato de consenso".

### Rechazados
La CENAP recibió 28 solicitudes en total, pero rechazó cinco de ellas (todos candidatos independientes: Ela Martin Edzodzomo, Daniel Mengara, Ignace Totapen Myogo, Arlette Ngombomoye, y Joseph Nkorouna). Tras examinar los datos el 23 de julio; todos los rechazos estaban parcial o totalmente relacionados con la falta de pago de la fianza necesaria para presentarse a las elecciones.

## Campaña

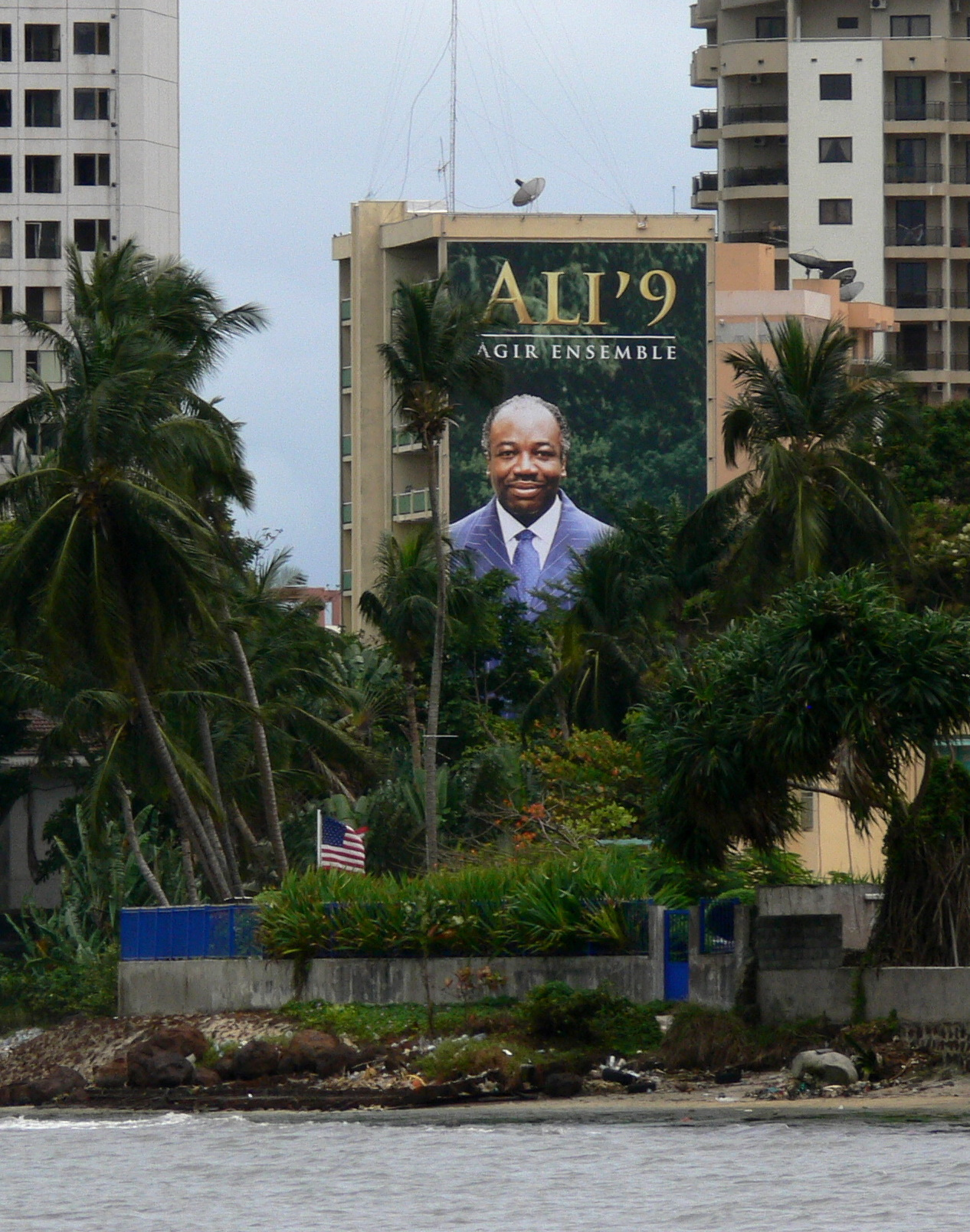
Afiche de campaña de Ali-Ben Bongo en Libreville. En francés: Ali'9; Agir ensemble (Ali 2009; Trabajemos juntos)

En un mensaje a la nación el 14 de agosto, antes del comienzo de la campaña, la presidenta interina Rogombé pidió a los candidatos "calma" y les solicitó que demostraran "ser dignos de los votos que recibirían". También dijo que los dos candidatos todavía sirven en el gobierno serían reemplazados de manera que todos los candidatos estarían en igualdad de condiciones para las elecciones, cumpliendo así una demanda clave de la oposición. En una remodelación menor del gobierno el 15 de agosto, Biyoghe Mba anunció que el ministro del Interior Jean-François Ndongou estaba tomando el relevo de Bongo como Ministro de Defensa en calidad de interino, mientras que el ministro de Planificación Urbana y Regional y la artesanía, Norbert Diriamba, fue tomando el relevo de Maganga Moussavou como Ministro de Educación técnica, también en calidad de interino.
La coalición Alianza para el Cambio y la Restauración, que apoyaba a Mamboundou, invitó a todos los partidos de la oposición a unirse a la coalición, alegando que aún no era tarde. El 15 de agosto, cuatro candidatos menores, Mauro Nguema, Jean Ntoutoume Ngoua, Claudine Ayo Assayi, y Marcel Ntchoreret anunciaron que estarían dispuestos a retirarse en favor de un solo candidato de la oposición. Mientras tanto, el candidato independiente Bruno Ben Moubamba comenzó una huelga de hambre para exigir que se pospusieran las elecciones.
Mamboundou dijo el 20 de agosto que Gabón no tenía necesidad de un Senado y que buscaría la abolición del Senado a través de un referéndum si fuera elegido. Hablando en Port-Gentil el 21 de agosto, Bongo condenó las críticas reiteradas a la presidencia de su padre, diciendo que los críticos habían vivido bien durante años bajo su padre, pero después de su muerte, según ellos "con Bongo no tenía nada, no había comida, no había nada...". Alegó que los críticos eran "ingratos y traidores" que "solo contaban mentiras".
Continuando en su huelga de hambre frente a la Asamblea Nacional para presionar sus demandas de la dimisión del gobierno y un retraso en las elecciones, la condición de Moubamba se había deteriorado tanto antes del 22 de agosto que se desmayó y fue hospitalizado involuntariamente por sus colaboradores de campaña.
En otra entrevista con Radio Francia Internacional, Myboto reiteró su compromiso de que solo cumpliría un mandato para "poner las cosas en orden" dentro del país, y que luego entregaría el cargo a un sucesor "democráticamente electo en un proceso de transición más creíble", asegurando como principal promesa de campaña que introduciría una reforma constitucional para establecer un límite de mandatos de dos términos, y poner fin a las "presidencias de por vida" en Gabón. En la misma entrevista, Myboto expresó serias dudas sobre la imparcialidad de las elecciones, diciendo que la lista electoral fue seriamente inflada y fraudulenta. Sin embargo, dijo que aún valía la pena participar en las elecciones con el fin de hacer "todo lo posible" para evitar otra "monarquía".
Durante la campaña, los principales candidatos, incluyendo Bongo y los dos candidatos clave de la oposición, tendían a subrayar la importancia de una mejor gestión de la riqueza del país, incluyendo la redistribución de la riqueza. Oyé-Mba criticó la distribución desigual de la riqueza en Gabón: "el 60 por ciento de Gabón vive por debajo del umbral de ingresos mínimos vitales... y sólo dos por ciento de la población se beneficia realmente de la riqueza de nuestro país". Eyeghe Ndong criticó fuertemente "el sistema Bongo", declarando que la gente quería "nueva gobernanza" y el fin de la "malversación de fondos públicos y enriquecimiento ilícito". Sin embargo, a pesar de las críticas generalizadas sobre la manera en que Omar Bongo había mantenido apoyo a través del dinero, se observó que esta práctica estaba profundamente arraigada en la sociedad de Gabón, y algunos creía que iba a ser un hábito difícil de romper.
Agence France-Presse describió a Bongo como "el gran favorito" porque él era el candidato del partido político más poderoso y porque tenía enormes recursos de campaña a su disposición. Durante la campaña, su imagen en Libreville continuamente se describía como "omnipresente". La oposición adoptó el lema "Cualquiera menos Ali". El 25 de agosto, Eyeghe Ndong llamó a los candidatos de la oposición a unirse en apoyo de un candidato único para enfrentar Bongo. Los candidatos se reunieron para las negociaciones en una junta presidida por Eyeghe Ndong y llevaron a cabo una votación secreta para elegir un candidato común. La votación concluyó el día 28 y André Mba Obame fue declarado el vencedor. Se envió entonces una declaración a la prensa anunciando que 11 candidatos se retiraban de las elecciones y apoyaban la candidatura de Mba Obame. Sin embargo, varios de los candidatos como Oyé-Mba, Bourdes-Ogouliguende, Victoire Lasseni Duboze, y Ben-Moubamba rápidamente negaron esto, diciendo que aún participarían, y no apoyaron Mba Obame.
Después de un breve período de confusión, Mba Abessole, Eyeghe Ndong, Mehdi Teale, Claudine Ayo Assayi, y Jean Ntoutoume Ngoua retiraron sus candidaturas en favor de Mba Obame. Este alabó la decisión de sus anteriores oponentes y los describió como un "equipo ideal", declarando que con su apoyo no podía perder, y prometiéndoles un lugar en el gobierno una vez que ganara. Eyeghe Ndong declaró que habían tomado la decisión de apoyar una candidatura única poniendo los intereses del pueblo gabonés por delante de sus propios egos. Gondjout, Ministra de Comunicación, dijo inicialmente que los candidatos que se retiraron deberían permanecer en la papeleta, pero posteriormente la CENAP declaró que sus nombres serían retirados. Por su parte, en declaraciones a la prensa en su último acto de campaña, Bongo expresó su confianza y satisfacción.

## Realización
La votación se llevó a cabo el 30 de agosto, aparentemente en condiciones pacíficas. Hubo algunos casos registrados de violencia aislada. Ese mismo día, retiró su candidatura Oyé-Mba, alegando que temía que hubiera violencia. Sin embargo, su nombre no fue retirado y permaneció en la papeleta. Ese mismo día, los tres principales candidatos se adjudicarían la victoria.

## Resultados
Una vez culminado el proceso electoral, los directores de campaña de Mamboundou declararon rápidamente que iban "adelante por un largo trecho", afirmando que tenía la iniciativa en ocho de las nueve provincias de Gabón. Mamboundou discutió sus planes económicos, como si la victoria fuese un hecho casi inevitable. Mba Obame también predijo rápidamente su triunfo, diciendo que "será necesario un milagro que nos detenga"; y afirmó tener la iniciativa en cuatro provincias, mientras que Mamboundou se adelantó en tres provincias y Bongo se adelantó en dos. El canal de televisión TV+, impidió la difusión de Mba Obame; y la oposición alegó que esto se hizo por razones políticas. Mamboundou afirmó haber ganado las elecciones con el 39,13% de los votos (como en Gabón no se realiza una segunda vuelta, una mayoría simple basta para ganar), mientras que Mba Obame afirmó haber ganado una mayoría absoluta del 50,1%.
El 31 de agosto, Bongo anunció que "la información recibida de varias circunscripciones a través de Gabón y en el extranjero me hace fácilmente el ganador"; y desestimó las pretensiones de los otros candidatos, diciendo que era predecible que iban a cantar victoria. También dijo que esperaba cumplir su objetivo de obtener el 50% de los votos, mientras que el Secretario General del PDG Boukoubi predijo "una victoria, una gran victoria". Ese mismo día, Myboto afirmó que en el 75% del país las personas habían "votado abrumadoramente por el cambio", y pidió a las instituciones del Estado, entre ellos la CENAP y la Corte Constitucional, a "respetar la Constitución y la voluntad de la gente".
Renato Aboghé Ella, Presidente de la CENAP, dijo al final del día que los resultados oficiales podrían no serán anunciados hasta el 2 de septiembre. También criticó a los candidatos para declarar prematuramente su victoria. Tanto Mamboundou y Mba Obame expresaron preocupación de que CENAP y el Ministerio del Interior se podrían producir resultados fraudulentos a favor de Bongo. Los partidarios de Mamboundou se reunieron en la sede de la UPG en Awendje, Libreville, determinados a proteger los informes de las mesas electorales del partido, mientras que los partidarios de Mba Obame se reunieron de manera similar alrededor de su casa. A última hora del 2 de septiembre de Mamboundou denunció el desarrollo de las elecciones; "No es sólo una posibilidad de fraude. Es el fraude puro y simple. El pueblo de Gabón no quieren una dinastía. Cuarenta y dos años de un "Presidente Bongo" son suficientes". Los resultados oficiales anunciados por el ministro del Interior Ndongou, el 3 de septiembre, dieron a Bongo el 41,7%, a Mba Obame el 25,8% y el 25,2% a Mamboundou.
Los resultados anunciados por Ndongou fueron confirmados sin demora por la Corte Constitucional el 4 de septiembre y Bongo fue designado presidente electo con el 41,73% de los votos. La participación fue colocada oficialmente en 44.24%. Solo Bongo, Mba Obame y Mamboundou recibieron un porcentaje significativo de votos. Exceptuando a Myboto, que quedó en cuarto lugar con el 3.94% de los votos, todos los otros candidatos recibieron menos del 1% cada uno. El 4 de septiembre, diecisiete candidatos (todos excepto Bongo) presentaron un frente unido mediante la emisión de una declaración conjunta denunciando los resultados de las elecciones.
El Tribunal Constitucional dio a conocer los resultados del recuento, el 12 de octubre. Se volvió a declarar a Ali Bongo el ganador, aunque los porcentajes de votos cambiaron ligeramente como resultado del recuento: Bongo fue acreditado con el 41,79% de los votos, un ligero aumento, mientras Mamboundou subió al segundo lugar con 25,64% y Mba Obame cayó al tercer lugar con 25,33%. Boukoubi expresó su "plena satisfacción", diciendo que "el derecho y la ley han prevalecido" y que Bongo "reducirá los problemas de la gente y hará de Gabón un país emergente". Yvette Rekangalt, un candidato opositor minoritario, rechazó el fallo, diciendo que la Corte Constitucional era "como la torre inclinada de Pisa, siempre inclinada en una dirección". Eyeghe Ndong, hablando en nombre de una coalición de oposición que incluyó cuatro de los candidatos, denunció los resultados del recuento y declaró que nadie creería que la Corte tomó la decisión de buena fe. Instó a "la gente de Gabón debe luchar contra la injusticia y otros movimientos destinados a amordazar la democracia y socavar su soberanía", aunque no especificó qué forma de resistencia debían tomar. Además, solicitó la ayuda de "la Unión Africana y otras instituciones internacionales para revivir a un Gabón terminalmente enfermo".
| Candidato                                      | Partido                                            | Votos   | %     |
| ---------------------------------------------- | -------------------------------------------------- | ------- | ----- |
| Ali Bongo                                      | Partido Democrático Gabonés                        | 141,952 | 41.73 |
| André Mba Obame                                | Independiente                                      | 88,026  | 25.88 |
| Pierre Mamboundou                              | Unión del Pueblo Gabonés                           | 85,597  | 25.22 |
| Zacharie Myboto                                | Unión Gabonesa por la Democracia y el Desarrollo   | 13,418  | 3.94  |
| Casimir Oyé-Mba                                | Independiente                                      | 3,118   | 0.92  |
| Pierre Claver Maganga Moussavou                | Partido Socialdemócrata                            | 2,576   | 0.76  |
| Bruno Ben Moubamba                             | Independiente                                      | 963     | 0.28  |
| Bruno Ngoussi Georges                          | Independiente                                      | 915     | 0.27  |
| Jules-Aristide Bourdes-Ogouliguende            | Congreso por la Democracia y la Justicia           | 695     | 0.20  |
| Albert Ondo Ossa                               | Independiente                                      | 674     | 0.20  |
| Yvette Ngwevilo Rekangalt                      | Independiente                                      | 367     | 0.11  |
| Ernest Tomo                                    | Independiente                                      | 308     | 0.09  |
| Victoire Lasseni Duboze                        | Independiente                                      | 304     | 0.09  |
| Bienvenu Mauro Nguema                          | Movimiento por la Rectificación Nacional-Unionista | 293     | 0.09  |
| Luc Bengono Nsi                                | Movimiento por la Rectificación Nacional           | 250     | 0.07  |
| Marcel Robert Tchoreret                        | Círculo Omega                                      | 248     | 0.07  |
| Jean-Guy Kombeny                               | Independiente                                      | 152     | 0.04  |
| Bernard Oyama                                  | Independiente                                      | 106     | 0.03  |
| Votos en blanco/anulados                       | Votos en blanco/anulados                           | 17,443  | –     |
| Total                                          | Total                                              | 357,621 | 100   |
| Votantes registrados/participación             | Votantes registrados/participación                 | 807,402 | 44.29 |
| Fuente: African Elections Database (en inglés) |                                                    |         |       |

## Reacciones y consecuencias
La reacción al resultado por parte de la oposición y sus partidarios fue inmediata y virulenta. Multitudinarias protestas se produjeron en todo el país, y el consulado francés en Port-Gentil fue quemado, y oficinas pertenecientes a las empresas de la industria petrolera francesa como Total S.A. y Schlumberger también fueron atacadas por manifestantes furiosos. Gran parte de la ira de los manifestantes se dirigió a Francia debido a la histórica relación cálida entre el gobierno francés y el régimen de Bongo, cabiendo la posibilidad de que el gobierno hubiera recibido ayuda de Francia para manipular las elecciones. Se informaron que hubo gritos y cánticos de "muerte a los blancos", y el gobierno francés recomendó a los descendientes de franceses en Gabón que permanecieran en sus casas.
A pesar de un toque de queda impuesto por el gobierno, la violencia y el saqueo continuaron en Port-Gentil en los días después del anuncio de los resultados. El 5 de septiembre, se informó de dos personas muertas allí y Total S.A. evacuó a la mayoría de sus empleados extranjeros a Libreville. Ese mismo día, Bongo asistió a un partido de fútbol en el Estadio Omar Bongo entre Gabón y Camerún en Libreville y luego habló con Radio Francia Internacional, haciendo hincapié en la importancia de la calma y exigiendo que sus oponentes debían buscar vías legales si tenían quejas. Mientras tanto, Mba Obame y Myboto asistieron a una reunión de la oposición, aunque Mamboundou no lo hizo. De acuerdo con un aliado de Mamboundou, Louis-Gaston Mayila, Mamboundou sufrió una lesión en el brazo en una manifestación en Libreville, durante el cual la policía lanzó gases lacrimógenos, y luego pasó a la clandestinidad. La Ministra de Comunicaciones Gondjout dijo que Mamboundou resultó ileso, sin embargo. A pesar de que los manifestantes quemaron coches y establecieron barricadas en Libreville, las fuerzas de seguridad estaban en un claro control de las calles para el final del día. La violencia adicional ocurrió en Nkembo,  al este de Libreville. Estudiantes gaboneses en Senegal incendiaron la embajada de Gabón en Dakar.
A mediados de septiembre, los líderes de la oposición llamaron al pueblo a quedarse en casa y observar una huelga general de tres días, mientras que la presidenta interina Rogombé instó a la gente a ignorar los líderes de la oposición y continuar con su vida de forma normal. La huelga fue ignorado en gran medida y de negocios procedió como es habitual en Libreville y Port-Gentil. La agencia de noticias francesa AFP informó que las personas, incluso aquellas que eran de apoyar a la oposición, no parecían dispuestas a participar en la huelga debido a las preocupaciones económicas personales.
Once solicitudes para que los resultados fueran anulados fueron recibidas por el Tribunal Constitucional, y el 26 de septiembre se anunció que el Tribunal Constitucional llevaría a cabo un recuento a partir del 29 de septiembre para revisar el informe oficial de cada centro de votación. De acuerdo con el presidente del Tribunal Constitucional Marie-Madeleine Mborantsuo, lo haría "en presencia de los agentes judiciales designados por los demandantes". Boukoubi, el Secretario General del PDG, sostuvo que "la elección se llevó a cabo en público" y que "si usted recuenta una o 100 veces, no cambia los resultados". Mborantsuo dijo que cada parte tendría un representante que actuaría tanto como su enviado y su agente judicial, pero los partidos de oposición se opusieron, diciendo que querían dos representantes cada uno, y boicotearon el recuento como resultado. Dado que los representantes de la oposición no estarían presentes, el PDG también fue prohibido por el Tribunal Constitucional para tener un representante, y el recuento de votos comenzó el 30 de septiembre. El 3 de octubre se declaró que a mediados del mes se dejarían ver los resultados. Bongo dijo que era y "siempre será el presidente de todo el pueblo de Gabón... Estoy y siempre voy a estar al servicio de todos, sin exclusión". Mba Obame continuó con sus reclamaciones y denunció los resultados como "un golpe de Estado electoral". Bongo juró como presidente el 16 de octubre, ante la presencia de varios jefes de Estado africanos. El presidente entrante expresó un compromiso con la justicia y la lucha contra la corrupción en la ceremonia y dijo que era necesario actuar rápido para "devolver la confianza y promover el surgimiento de una nueva esperanza". También se refirió a la filosofía de gobierno de su padre a través de la preservación de la estabilidad y equilibrio regional, tribal y político en la asignación de poderes, aunque recordó que "la excelencia, la competencia y el trabajo" eran incluso más importantes que las "consideraciones geográficas y políticas". Más tarde en el día, se anunció la reelección de Biyoghe Mba como primer ministro; se hizo el anuncio personalmente "para subrayar la importancia de este momento". De acuerdo con Bongo, Biyoghe Mba tenía la experiencia y capacidad de gestión necesarias "para conducirnos a través de la siguiente etapa", y él dijo que el trabajo comenzaría "inmediatamente".
El 17 de octubre se anunció la composición del gobierno de Biyoghe Mba. Estaba reducido a treinta ministros, cumpliendo así la promesa de campaña de Bongo para reducir el tamaño del gobierno y con ello reducir los gastos. El gobierno estaba también en su mayoría compuesto por caras nuevas, incluyendo muchos tecnócratas, aunque algunos ministros clave, como Paul Toungui (el canciller), Jean-François Ndongou (Ministro del Interior), y Laure Olga Gondjout (Ministra de Comunicaciones), retuvieron sus puestos.